# هورنبي ريلوايز
هورنبي ريلوايز {{بالانجليزية: Hornby Railways}} هي علامة تجارية للسكك الحديدية البريطانية. تعود جذورها إلى عام 1901 في ليفربول، عندما حصل المؤسس فرانك هورنبي على براءة اختراع لعبة البناء Meccano الخاصة به. تم إنتاج أول قطار تصورها في عام 1920. في عام 1938، أطلقت هورنبي أول قطار قياس 00. في عام 1964، تم شراء Hornby و Meccano من قبل منافسيهما، Tri-ang ، وبيعها عند محاولة الدخول في الحراسة القضائية. أصبحت السكك الحديدية هورنبي مستقلة مرة أخرى في 1980s ، وأصبحت مدرجة في بورصة لندن، ولكن بسبب المشاكل المالية التي تم الإبلاغ عنها في يونيو 2017، حاليا الأغلبية مملوكة من قبل أخصائي التحول فينيكس إدارة الأصول.

## التاريخ
التاريخ المبكر: 1920-1938
هورنبي تصورها القطارات الإعلان، من 21 ديسمبر 1923 عدد من راديو تايمز راديو تايمز - 1923-12-21-p484 (اقتصاص)

## مميزة الشعار
هورنبي س مقياس صفيح نماذج
كان هورنبي في البداية اسما تجاريا لإنتاج السكك الحديدية لشركة Meccano Ltd ومقرها في جميع أنحاء ليفربول، والتي أصدرت أول قطار لها، وهو نموذج الساعة 0 (1:48)، في عام 1920. سرعان ما تبع ذلك قطار كهربائي ولكن تم تصميمه بشكل ناقص وتم بيع القلة التي تم تصنيعها في فرنسا. في عام 1925، تم تقديم نموذج كهربائي أكثر نجاحا بكثير، يعمل على الجهد العالي من 110 فولت أس السلطة.
شهدت مخاوف السلامة انخفاض الجهد 4V ثم 6v المحركات قدم، تليها نظام 20V AC موثوق بها، والتي تم تطويرها في أوائل 1930s. ومع ذلك، ظلت تصورها الدعامة الأساسية للقطارات مقياس هورنبي 0 حتى عام 1937 وأصبحت الطاقة الوحيدة المتاحة في القطارات قياس 0 صنع ليفربول من عام 1949. كان المنافسون في المملكة المتحدة هم Leeds Model Company و Bassett-Lowke.
تم إنشاء مصنع في فرنسا، التي طورت مجموعتها الخاصة من القطارات الفرنسية، لكن ليفربول سيطر على نشاط التصدير في مكان آخر، مع تصدير أعداد كبيرة من قطارات هورنبي إلى أستراليا، نيوزيلندا، الأرجنتين والدول الاسكندنافية. على الرغم من أن نماذج التصدير غالبا ما تم رسمها في liveries «الأجنبية», بدت قطارات هورنبي بريطانية جدا. حاول هورنبي اقتحام السوق الأمريكية من خلال إنشاء مصنع في عام 1927 في إليزابيث، نيو جيرسي، لجعل القطارات على الطراز الأمريكي.
كانت هذه ملونة وجذابة، ولكنها منخفضة السوق والساعة فقط. ربما كانوا سيفشلون في السوق لأن العديد من الشركات الأمريكية الراسخة يمكن أن تقوض لهم ولم تقدم هورنبي أي سلع من الدرجة الأفضل أو نماذج كهربائية، ولكن تحطم وول ستريت عجل الأمور. في أواخر عام 1929، Meccano Ltd. باعت مصنع نيو جيرسي لشركة A. C. Gilbert واختفت قطارات Hornby من السوق الأمريكية بحلول عام 1930. تم بيع المخزون المتبقي في كندا والمملكة المتحدة وتم إعادة استخدام بعض الأدوات للمنتجات في الأسواق الأخرى.

## الشعار، 1956-1961
نموذج هورنبي دوبلو من lms تتويج قاطرة مدينة ليفربول
قدمت Meccano قطارات OO scale في عام 1938 تحت اسم "Hornby Dublo". كانت القاطرات مصنوعة من المعدن، وكانت العربات والعربات مصنوعة بشكل عام من الصفيح. كانت هذه مجموعة جيدة التخطيط من النماذج الكهربائية والساعة، حيث نجحت في دمج 12 V DC كمعيار لمقياس OO. وأدى ذلك إلى اعتماد OO كمعيار نمذجة مقبول على نطاق واسع في المملكة المتحدة، في حين أن الكثير من بقية العالم اعتمد مقياس HO. أما بالنسبة لقاطرات قياس O الخاصة بهم، فقد ركضت قاطرات هورنبي دوبلو الكهربائية على نظام كهربائي للسكك الحديدية الثالثة مع المسار المبني على قاعدة صفيح مضغوطة.
يستخدم كل من OO و HO نفس مقياس المسار، لكن مقاييسهم مختلفة. بدءا من «نصف مقياس O» حرفيا، كانت نماذج HO للنماذج الأولية القارية بمقياس 3.5 mm/foot (1:87) قابلة للتطبيق ولكن اختار Hornby زيادة المقياس قليلا إلى 4 mm/foot للنماذج الأولية البريطانية الأصغر، لتوفير مساحة داخلية أكبر للمحرك. وقد كان لهذا التأثير، المتبقي حتى يومنا هذا، في جعل مقياسهم واضحا 4 ft 1 1 2 2 in (1,257 mm) بدلا من المقياس القياسي الحقيقي 4 ft 8 1 2 2 in (1,435 mm).
توسع النطاق بسرعة، ولكن تم تقليصه من عام 1940 بسبب الحرب العالمية الثانية، حيث تم تعليق الإنتاج بالكامل في عام 1942. استؤنف الإنتاج بعد الحرب لكنه لم يصل إلى طاقته الكاملة حتى عام 1948. لم يتم إنتاج نماذج تصورها في مقياس 00 بعد الحرب.
في عام 2008، تم إنتاج نموذج تذكاري خاص من Lner Class A4 4498 Sir Nigel Gresley ، في عبوة الفترة، للاحتفال بالذكرى السنوية السبعين لهذه المقدمة.
مثل نظرائه باسيت-لوكي وإكسلي في المملكة المتحدة وليونيل والنشرة الأمريكية في الولايات المتحدة، ازدهر هورنبي في النصف الأول من 1950s لكنه كافح في النصف الثاني من العقد. كانت الشركة بطيئة في التعرف على التهديد الذي تشكله الشركات المصنعة المنافسة (وخاصة Triang-Rovex)[1] وتحقيق إمكانات البلاستيك. في عام 1959، بعد فوات الأوان، قدم هورنبي مسارين للسكك الحديدية ومخزون درفلة بلاستيكي مصبوب (سلسلة Super Detail)، ولكن حتى ذلك الحين كان النظام معقدا ويصعب استخدامه مقارنة بمنافسيه. مع الاستفادة من الإدراك المتأخر، كانت سياسة الحفاظ على الإيمان بمستخدميها الحاليين من ثلاثة سكك حديدية أثناء جلب نظام السكك الحديدية إلى السوق خطأ يكلف الشركة غاليا. في حين أن جميع الدرفلة ذات العجلات البلاستيكية الأحدث كانت متوافقة مع أي من النظامين، فإن القاطرات (والمسار) لم تكن بالتأكيد، مما يتطلب إنتاجين متوازيين لكل قاطرة* تقريبا في النطاق ليتم تقديمها في كلا التنسيقين. وفي الوقت نفسه، استمرت الشركة في إنتاج مجموعة من نماذج قياس 0 القديمة جدا، في عام 1957 إعادة تجهيز جزء كبير من النطاق بالكامل بدلا من اغتنام الفرصة لإيقاف ذلك، مما يدل على أوجه القصور الرئيسية على مستوى الإدارة.
(* باستثناء أول قاطرة ذات سككين، محرك دبابة R1 0-6-0 في المنطقة الجنوبية)

## الشعار، 1966-1972
في عام 1964، خطوط بروس المحدودة. الشركة الأم ل Rival Tri-ang Railways ، اشترت Meccano Ltd. ودمجت هورنبي وتري آنج في ثلاثي آنج هورنبي.[1] تم إيقاف خط Hornby السابق لصالح تصميمات Tri-ang البلاستيكية الأقل تكلفة. تم بيع أدوات Hornby Dublo إلى G & R Wrenn ، والتي استمرت في تحقيق معظم مجموعة loco و "superdetail" المتداول. الأسهم المتبقية من 0 تم إلغاء المقياس أو بيعه إلى متاجر التجزئة المحلية Hattons Model Railways.
السكك الحديدية هورنبي: 1972-1980
الشعار، 1978-1996
نموذج هورنبي من فئة BR القياسية 9F
تم حل مجموعة Tri-ang في 1971 عندما قدم مالك شركة Meccano Ltd Lines Bros. للإفلاس. تم بيع Tri-ang Hornby السابق إلى Dunbee-Combex-Marx ، ليصبح Hornby Railways في عام 1972. بحلول عام 1976 كان هورنبي يواجه تحديات من Palitoy و Airfix ، وكلاهما كانا ينتجان نماذج مفصلة عالية الجودة. تمت ترقية التفاصيل على النماذج لجعل خط الإنتاج أكثر جاذبية للهواة الكبار.

### صفر 1
تم تقديم نظام التحكم في قيادة قناة 16 المسمى Zero 1 في أواخر عام 1979. كان Zero 1 يعتمد على التكنولوجيا الرقمية، وليس التناظرية، وعلى هذا النحو كان رائدا لنظام NMRA Digital Command Control (DCC)، الذي ظهر في التسعينيات. ادعت الإعلانات أنه يمكن تشغيل قاطرات 16 بشكل مستقل في نفس الوقت. على الرغم من أن معلما هاما، صفر 1 لم يكن ناجحا على نطاق واسع; كانت وحدات تحكم وحدات فك المطلوبة للقاطرات مكلفة، ولكن مع المسار نظيفة وlocos خدمتها بشكل جيد عمل النظام بشكل جيد. كان التحكم في النقاط والملحقات الأخرى متاحا بطريقة بسيطة للغاية. قاطرات مجهزة صفر 1 فك لا يمكن استخدامها على أنظمة التيار المباشر التقليدية، مما يجعل من الصعب لتشغيل قاطرات واحد على تخطيطات الأصدقاء أو تخطيطات النادي. كانت هذه مشكلة شائعة مع أنظمة التحكم في الأوامر في تلك الفترة الزمنية. لا يمكن استخدام القاطرات التي لا تحتوي على وحدة فك ترميز على تخطيط صفر 1 أيضا.
تم إيقاف وحدة التحكم الرئيسية في عام 1985، وكانت وحدة تحكم الرقيق، ووحدات Loco ، ووحدات الملحقات لا تزال متاحة حتى أواخر 1980s. the لا يزال يستخدم النظام اليوم من قبل العديد من النماذج، أبرزها الطلب على مثل هذه المواقع مثل eBay للعناصر في السوق المستعملة. على الرغم من كونه في السوق لفترة قصيرة، كان Zero 1 أكبر قاعدة مثبتة بين أنظمة التحكم في القيادة في أوائل 1980s في أمريكا الشمالية، وفقا لمسح للقارئ أجرته مجلة Model Railroader.
صفر 1 كان 3 مقدمات «مرحلية».
المرحلة 1 = وحدة التحكم الرئيسية والنظام الأساسي (وحدة التحكم الرئيسية، الرقيق، وحدة الرقيق باليد ووحدات Loco)
المرحلة 2 = التحكم في الملحقات (النقاط والإشارات وما إلى ذلك.)
المرحلة 3 = عرض Micro Mimic (يسمح لـ LED لتمثيل حالة النقاط والإشارات على لوحة عرض mimic)
كان النظام يعتمد على تردد التيار الكهربائي، لذلك كانت إصدارات 50 و 60 هرتز متوفرة (60 هرتز كندا / الولايات المتحدة فقط). تم إيقاف الوحدة الرئيسية الرئيسية في عام 1986، وأخيرا كانت آخر مرة تم فيها إدراج وحدات Loco في كتالوج عام 1991 «تتوفر إمدادات محدودة من وحدة R955 Loco». الإصلاحات إلى الصفر 1 لم تعد الوحدات التي قام بها هورنبي بسبب لهم تفيد «عدم وجود الأجزاء المتاحة المطلوبة».

### صاروخ
كجزء من احتفالات 1980 Rocket 150، أصدرت Hornby قاطرة قياس تعمل بالبخار المباشر 3 1⁄2 in (89 mm)، وهو نموذج لصاروخ ستيفنسون[4][5] وكان الهدف الرئيسي هو جعل البخار الحي الحقيقي في متناول بيئة داخلية داخلية. كانت الغلاية أصغر بكثير من القطر الخارجي، وتحيط بها سترة عازلة سميكة لمنع الحروق. تم تغذيته بغاز البوتان، من عبوات ولاعة السجائر. لتوفير المزيد من عزم الدوران من الاسطوانات الصغيرة، تم إخفاء التروس ببراعة بين السواعد والعجلات. كان المسار عبارة عن وحدات بلاستيكية مصبوبة غير متماثلة، تمثل قضبان fishbelly في هذه الفترة. يمكن تجميعها في أي من الاتجاهين، لإعطاء مسار منحني أو مستقيم.
بحلول عام 1980، كان السوق صعبا للغاية وتم تصفية Dunbee-Combex-Marx ، مما وضع Hornby في الحراسة القضائية.
Hornby Hobbies Limited: 1980-2015
في عام 2006، قامت سيارة Cotswold Rail Class 43 hst power بإعلان كسوة Hornby. ومنذ ذلك الحين تم طلاؤها.
في عام 1980، أصبح هورنبي هوايات هورنبي وفي عام 1981 شهدت الاستحواذ على الإدارة الشركة مرة أخرى على أساس سليم. ذهب الجمهور في عام 1986.[بحاجة لمصدر]
بحلول أوائل التسعينات، واجه هورنبي مرة أخرى منافسة من القادمين الجدد مثل Dapol والمصنعين الأجانب، بما في ذلك صناعات ليما وباخمان. تم نقل التصنيع إلى مقاطعة قوانغدونغ في الصين في عام 1995، واكتمل بحلول عام 1999، في عملية خفض التكاليف. كجزء من عملية هورنبي اشترى أيضا في بعض المنتجات Dapol وأيضا بعض قوالب Airfix القديمة (التي كانت مملوكة آنذاك من قبل Dapol). مجموعات القطار على أساس توماس محرك الدبابة والأصدقاء وهاري بوتر [7] («هوجورتس اكسبرس») كانت مشاريع مربحة بشكل خاص. في سبتمبر 2003 أصدرت Hornby أول قاطرة قياس 00 تعمل بالبخار، وهي نموذج من Mallard المحطم للأرقام القياسية. وقد تم الآن إنتاج العديد من قاطرات «البخار الحية» الأخرى.
منذ ذلك الحين اشترت هورنبي ليما، وهي شركة إيطالية لتصنيع معدات السكك الحديدية التي كانت قد استحوذت سابقا على Jouef ، وهي شركة فرنسية. تظهر بعض طرازات Lima السابقة في قائمة منتجات Hornby الرئيسية. يعرف هذا النطاق باسم Hornby International. شمل هذا الاستحواذ أيضا خط Rivarossi من منتجات HO-scale ، التي كانت في الأصل أيضا من إيطاليا، والعلامة التجارية Arnold لمنتجات n-scale. كما استولوا على شركة السكك الحديدية الإسبانية النموذجية Electrotren. كان Electrotren هو المستورد الإسباني لـ Scalextric ، الذي يباع في إسبانيا باعتباره Superslot. كان الاستحواذ بناء على طلب الشركة الإسبانية ولم يكن بسبب مشاكل مالية واضحة. وقد ظلوا مستقلين خارج مظلة هورنبي الدولية.
مع المنافسة بشكل رئيسي من صناعات Bachmann ، وبدرجة أقل بكثير من اللاعبين القاصرين والمتخصصين بشكل عام مثل شركة السكك الحديدية النموذجية الدنماركية Heljan و Dapol و Vi Trains و Peco ، اعتبارا من 2008 أنتجت Hornby Railways مجموعة كبيرة من قاطرات البخار والديزل البريطانية المفصلة للغاية، مثل BR 9F و Lner Class A4 و SR Merchant Navy و Class 60 و Class 50 و Class 31 و Class 08.
في نوفمبر 2006، استحوذت Hornby Hobbies على airfix و Humbrol paints بمبلغ 2.6 مليون جنيه إسترليني.[8] كانت الشركة الأم، Humbrol ، قد دخلت الإدارة في وقت سابق من ذلك العام بعد مشاكل التدفق النقدي. كان مشجعو Airfix قلقين من أنه يمكن أن يكون نهاية العلامة التجارية، ولكن تماما كما كان اسم Hornby في السابق اسما تجاريا لـ Meccano ، أصبح Airfix الآن اسما تجاريا ناجحا لـ Hornby.
في مايو 2008، أعلنت شركة Hornby عن الاستحواذ على Corgi Classics Limited ، وهي واحدة من أقدم الشركات المصنعة في العالم لنماذج الشاحنات والحافلات والسيارات والطائرات القابلة للتحصيل، من Corgi International Limited مقابل 7.5 مليون جنيه إسترليني.[9][10]
في عام 2009، كان متجر Hornby ومركز الزوار قيد التطوير. شهد عيد الميلاد 2009 إطلاق متجر هورنبي الجديد في مارجيت في كينت، مع مركز الزوار لا يزال قيد الإنشاء. شهد يوليو 2010 افتتاح متجر Hornby ومركز الزوار.[11]

### المشاكل المالية، استحواذ بام
من عام 2015، بدأ Hornby plc في الإعلان عن سلسلة من النتائج المالية المتناقصة. كان السبب الرئيسي وراء الانخفاض الذي أعلنه هورنبي ذو شقين، مع انخفاض عدد العملاء الذين يجمعون، (العملاء الأكبر سنا يموتون ولا يتم استبدالهم بالعملاء الأصغر سنا)، ونقص عام في الاهتمام بالنمذجة كهواية في ضوء الرقمنة والتقدم في صناعة ألعاب الإنترنت. بعد أن انخفضت أسهم PLC بأكثر من 50 ٪ في السنة، في نتائج 2016، أعلنت Hornby أنها تخطط لخفض أكثر من نصف الألعاب التي صنعتها، بعد اكتشاف أنها حققت 90 ٪ من أرباحها من 50 ٪ فقط من نطاقها.[12] في العام إلى 31 March 2017، انخفضت الإيرادات إلى 47.4 m £من 55.8 m £ ، في حين اتسعت الخسائر الأساسية إلى 6.3 m £من عجز 5.7 m £في 2016.[2] بلغت الانخفاضات المالية ذروتها في يوليو 2017، عندما وافق أكبر مساهم Phoenix Asset Management (PAM) على شراء 17.6 مليون سهم Hornby مقابل 32.375 p من ثاني أكبر الأسهم - والناشط / بطل الرواية المساهم-دخل بيستويا الجديد (NPI)، الذي أعطى بام 55.2 ٪ القابضة في الشركة. بموجب قواعد البورصة، أدى هذا إلى عرض استيلاء إلزامي على Hornby بواسطة PAM ، بسعر npi strike البالغ 32.375 p ، مما أدى إلى تقييم Hornby بمبلغ 27.4 مليون جنيه إسترليني.[2] [13] ونتيجة للاستحواذ، استقال رئيس مجلس إدارة هورنبي من الشركة في أغسطس 2017، تلاه الرئيس التنفيذي في سبتمبر 2017.[14]
في أكتوبر 2017، أعلنت PAM عن فريق الإدارة الجديد الذي سينضم إلى الشركة ويوجه خلال التحول.[15] كانوا ليندون ديفيز، موظف Mettoy السابق ومالك أكسفورد دييكاست.[16] سيمون كولر، مدير التسويق السابق هورنبي [17] وتيم مولهول، أيضا من أكسفورد دييكاست ويعود الفضل في معرفة السوق الدولية، بعد أن كان المستورد السابق للعلامات التجارية الدولية هورنبي في المملكة المتحدة.[18]
اقترح الثلاثي خطة تحول لإعادة الانخراط في السوق، وجعل المنتجات التي كانت أكثر جاذبية للعملاء، والحد من ارتفاع النفقات العامة واستعادة المبيعات الأولى ومن ثم نقل الشركة مرة أخرى إلى الربحية. لم يكن من المتوقع أن تؤتي النتائج ثمارها لمدة 3-5 سنوات.
كشف التقرير السنوي لنهاية العام لشهر مارس 2018 عن مدى خطورة الموقف بالنسبة للشركة، مما يدل على مزيد من الركود في الإيرادات (وصولا إلى 35.7 m£) وخسارة ما قبل الضريبة المتسعة (تصل إلى 7.6 m£).[19]
أظهر تقرير نهاية العام لشهر مارس 2019 تقدما، بعد استقرار العمل، وأغلق المكاتب غير الضرورية وعاد إلى منزله التاريخي في مارجيت. نمت المبيعات إلى £37.8 m ، ضاقت الخسائر إلى £2.8 m [20]
كانت أزمة COVID الصحية في عام 2020 أحد العناصر الفضل في نمو المبيعات بنسبة 30 ٪ ، والذي تم الإعلان عنه في نتائج نصف عام 2019//20 التي غطت فترة حتى مارس 2020. مبيعات نصف العام من 21m £(حتى من 15.9 m£) والربح الأول في 8 سنوات. [21]

## مقاييس
في حين ازدهر ليونيل في سوق مقياس O ، والنشرة الأمريكية في مقياس S ، وباخمان في مقياس HO ، ازدهر هورنبي في مقياس OO منذ انخفاض الطلب على مقياس Oo في lionels في 1940s و 1950s.
مجموعات هواة جمع وهواة
قبل 1964 تتمتع القطارات هورنبي مستوى من الاهتمام جامع الكبار منذ 1940s. In 1969 تأسست جمعية هورنبي السكك الحديدية جامع لتلبية هذا وتتمتع حاليا عضوية تقترب 3000، وإنتاج 10 المجلات سنويا، فضلا عن غيرها من الأدب. تهيمن المنشورات حول منتجات Hornby و Meccano القديمة على تلك التي نشرتها New Cavendish Books باسم "The Hornby Companion Series"، ولا سيما Chris & Julie Graebe's" The Hornby Gauge 0 System " و michael Foster's sister volume on Hornby Dublo. يتم تلبية منتجات Triang-Hornby و hornby اللاحقة من قبل جمعية جامعي القطارات.

## العلامات التجارية
Hornby تمتلك Humbrol و، من خلال هذا الاستحواذ، الإصلاح الجوي، [22] ولعب فصيل كورجي. كما تمتلك عددا من العلامات التجارية الراسخة في سوق السكك الحديدية النموذجية.
ليما
المقال الرئيسي: ليما (نماذج)
كانت ليما شركة إيطالية كانت موردا شائعا وبأسعار معقولة لمواد السكك الحديدية النموذجية ولكن ضغوط السوق في منتصف 1990s أدت إلى دمج ليما مع ريفاروسي وأرنولد وجوف. عندما فشلت عمليات الدمج هذه وتوقفت العمليات في 2004، استحوذت شركة Hornby Railways على أصول Lima. اعتبارا من منتصف عام 2006، تم توفير مجموعة من هذه المنتجات تحت العلامة التجارية Hornby International ، مع وصلات NEM ومخازن ومآخذ sprung لأجهزة فك تشفير DCC. كان ليما أيضا مجموعة مقياس OO شعبية مثل Hornby ، مما عزز حالة الاستحواذ.

### سكاليديل
"Skaledale" هي مجموعة من المباني الراتنج وملحقات المسار المنتجة ل 00 السكك الحديدية قياس من قبل هورنبي الهوايات المحدودة. بدأ الإنتاج في عام 2003 عندما تم توزيع مجموعة أولية من 6 عناصر فقط في السوق. أثبت الاهتمام والطلب أنه إيجابي للغاية لدرجة أن النطاق زاد في العام التالي ليشمل مبان جديدة على الطراز المحلي بالإضافة إلى إدخال مباني المحطة والمسار.
العديد من النماذج هي مماثلة لتلك التي من 'نهاية Lyddle' (مجموعة التي تلت 'Skaledale')، ولكن يتم إنتاج هذه المباني قياس "N" إلى نطاق أصغر من 1:148.
تضم مجموعة Skaledale مباني المحطات والمنصات وملحقات trackside والمحلات التجارية والمنازل والكنائس والآثار وأثاث الشوارع.
على سبيل المثال، قدمت كنيسة Forbes Outfitters و St. Andrews مصدر إلهام لنماذجها المصغرة، على الرغم من أن البعض الآخر يتم تكييفه ليناسب نقطة سعر أو موضوع معين. المحطة سباق المباني هي مستوحاة من الهياكل الفعلية ولكن مرة أخرى في بعض الحالات تكييفها لتناسب التصنيع القيود. بعض قطع المحطة مستوحاة من محطة سكة حديد Goathland.

### نهاية ليدل
نهاية Lyddle هي مجموعة من المباني السكك الحديدية نموذج n مقياس للسكك الحديدية هورنبي. يتم إنشاء المباني من جودة عالية يموت يلقي الراتنج ومصنوعة لتمثيل قرية خيالية من نهاية ليدل، في مكان ما في انكلترا. معظم المباني هي نماذج من المباني على طراز GWR مصنوعة من الحجر الرملي الأحمر.
خلق هورنبي هذه المباني بفضل نجاح بهم 00 المباني قياس، [بحاجة لمصدر] التي يسمونها Skaledale. العديد من المباني هي نفس ما يعادل Skaledale ، إلا في نطاقات مختلفة، لتوفير تكلفة تصميم نموذج جديد. يتم إطلاق سراحهم عموما حول 6 أشهر إلى سنة وراء نظرائهم 00. عندما أعلن Hornby نطاق 2010 الخاص بهم، لم يتم ذكر Lyddle End ، ومن المفترض أنه انتهى.

## في وسائل الإعلام
شكلت محاولة لبناء أطول سكة حديد نموذجية في العالم الحلقة الأخيرة من قصص ألعاب جيمس ماي. كان مايو، الذي كان قد حدد سابقا مجموعة القطار على أنها «المفضلة المطلقة»، يأمل في أن يعمل القطار بنجاح على طول مسار تاركا، وهو خط سكة حديد طويل بطول 37 ميلا (60 كم) في شمال ديفون.
كان Hornby متورطا بشكل كبير، حيث قدم المسار والنموذج الأولي لقطار Oo gauge British Rail Class 395 Javelin. وقال سيمون كولر ، مدير التسويق في شركة هورنبي للسكك الحديدية النموذجية ، إن القطار الذي يسافر بسرعة ميل واحد فقط في الساعة (1.6 كم/ساعة) فشل على بعد ميلين من محطة بيدفورد ؛ لكنه قال أيضا لبي بي سي نيوز "على الرغم من أن القاطرة الأخيرة تخلت عن الشبح في Instow ، فقد ربطنا المسار.[25] في أبريل 2011 على المسلسل التلفزيوني قصص لعبة جيمس ماي: إعادة النظر ، حاول جيمس مرة أخرى ، هذه المرة ضد الألمان. وصلت جميع القطارات إلى وجهاتها وفاز الفريق البريطاني.

## واحد: مجموعة واحدة
في عام 2019، تم افتتاح مجموعة One:One من المحركات التاريخية الحقيقية والأسهم الدارجة ، في مصنع Margate السابق في Hornby بعد أن تم شراؤها من قبل Jeremy Hosking ، مع عرض بعض الأسهم الدارجة المملوكة لـ Hosking